# Zapardiel de la Ribera
Zapardiel de la Ribera község Spanyolországban, Ávila tartományban. Zapardiel de la Ribera Candeleda községgel határos. Lakosainak száma 92 fő (2024).

## Népesség
A település népessége az utóbbi években az alábbiak szerint változott:
| Lakosok száma | 135  | 125  | 129  | 131  | 124  | 114  | 114  | 116  | 100  | 92   |
|               | 2001 | 2004 | 2006 | 2009 | 2011 | 2014 | 2016 | 2019 | 2021 | 2024 |